# Elizabeth R. Dillon
Elizabeth R. Dillon (...) è un'astronoma amatoriale statunitense.
Il Minor Planet Center le accredita la scoperta dell'asteroide 23712 Willpatrick effettuata il 1º gennaio 1998 in collaborazione con il marito William G. Dillon.